# Montreal Expos
Expos de Montreal (em francês: Les Expos de Montréal) foram um time profissional canadense de Beisebol sediado em Montreal. Os Expos foram a primeira franquia da Major League Baseball (MLB) localizada fora dos Estados Unidos. Eles disputaram a Liga Nacional de Beisebol (LN) na Divisão Leste de 1969 até 2004. Após a temporada de 2004, a franquia transferiu-se para Washington, D.C., e tornou-se os Nationals de Washington.
Logo após as ligas menores Triple-A dos Royals de Montreal encerrarem suas atividades em 1960, líderes políticos de Montreal buscaram uma franquia da MLB, e quando a Liga Nacional de Beisebol avaliou os candidatos à expansão para a temporada de 1969, concedeu um time a Montreal. Batizados em homenagem à Expo 67, os Expos jogaram originalmente no Estádio Jarry Park antes de se mudarem para o Estádio Olímpico em 1977. Os Expos não obtiveram um recorde vencedor em nenhuma das primeiras dez temporadas da franquia. A equipe conquistou seu único título de divisão na temporada 1981 encurtada pela greve, mas perdeu a Série da Liga Nacional para os Los Angeles Dodgers. O time foi vendido em 1991 pelo seu proprietário majoritário e fundador, Charles Bronfman, a um consórcio liderado por Claude Brochu. Felipe Alou foi promovido a técnico da equipe em 1992, tornando-se o primeiro manager nascido na República Dominicana na história da MLB. Ele conduziu o time a quatro temporadas com mais vitórias que derrotas, incluindo 1994, quando os Expos tiveram o melhor aproveitamento em toda a liga antes de uma greve de jogadores encerrar a temporada. Alou tornou-se o líder dos Expos em jogos comandados (1.409).
As consequências da greve de 1994 iniciaram uma espiral descendente, pois os Expos optaram por negociar seus melhores jogadores, e a frequência e o interesse pela equipe caíram. Após uma tentativa fracassada de dissolver os Expos, a Major League Baseball comprou o time antes da temporada de 2002, depois que o clube não conseguiu financiamento para um novo estádio. Nas suas duas últimas temporadas, a equipe disputou 22 jogos em casa por ano no Estádio Hiram Bithorn em San Juan, Porto Rico. Em 29 de setembro de 2004, a MLB anunciou que a franquia se transferiria para Washington, D.C., para a temporada 2005. e os Expos disputaram seu último jogo em casa em Montreal.
Os Expos registraram um aproveitamento geral de 2,753 durante seus 36 anos em Montreal. Vladimir Guerrero liderou a franquia tanto em home runs quanto em média de rebatidas, e Steve Rogers em vitórias e strikeouts. Três arremessadores conseguiram quatro no-hitters: Bill Stoneman (duas vezes), Charlie Lea e Dennis Martínez, que lançou o 13º jogo perfeito oficial na história da Major League Baseball. Os Expos aposentaram quatro números em Montreal, e nove ex-membros foram eleitos para o Hall da Fama do Beisebol, com as placas de Gary Carter, Andre Dawson e Tim Raines exibindo-os com bonés dos Expos.

## História

### Fundação (1960–1968)
O beisebol profissional em Montreal remonta a 1890, quando equipes disputaram brevemente a Associação Internacional. Uma segunda tentativa de sediar um time profissional fracassou em 1895. Os Royals de Montreal da Liga Oriental foram subsequentemente fundados em 1897 e jogaram 20 temporadas. Os Royals foram revividos em 1928 e comprados pelos Dodgers de Brooklyn em 1939 para servir como um de seus afiliados Triple-A. Sob a gestão dos Dodgers, os Royals conquistaram sete campeonatos da Liga Internacional e três títulos da Série Mundial Júnior entre 1941 e 1958. Em 1946, Jackie Robinson juntou-se aos Royals e conduziu a equipe a um título da Série Mundial Júnior antes de romper a linha de segregação racial no beisebol um ano depois. No final da década de 1950, os anos de glória dos Royals haviam passado e, diante do declínio de público, o time foi vendido e realocado após a temporada de 1960 como parte da redução de afiliados de nível AAA dos Dodgers.
Quase imediatamente após o fim dos Royals, o prefeito de Montreal, Jean Drapeau, e o presidente do comitê executivo da cidade, Gerry Snyder, iniciaram sua campanha por um time da Major League Baseball. A cidade, que anteriormente havia sido considerada candidata a receber os Browns de St. Louis caso a franquia se relocasse em 1933, chegou tarde demais para apresentar sua candidatura à Liga Nacional na expansão de 1962, mas apresentou sua proposta aos proprietários da liga nas reuniões de inverno de 1967. Contribuiu para o sucesso da candidatura de Montreal o fato de Walter O'Malley, então dono dos Dodgers e ex-gestor dos Royals de Montreal, ser o presidente do comitê de expansão da liga. Em 27 de maio de 1968, o presidente da liga, Warren Giles, anunciou que seriam adicionadas franquias em San Diego e em Montreal ao custo de US$ 10 milhões cada.
Com a franquia garantida, Snyder formou um grupo de seis parceiros liderado pelo financista Jean-Louis Lévesque e pelo herdeiro da Seagram, Charles Bronfman. Lévesque seria originalmente o presidente e rosto público do grupo, por ser francófono, mas abriu mão do cargo, e Bronfman assumiu. O novo grupo enfrentava o problema imediato de encontrar um local adequado para jogar por pelo menos dois anos. Drapeau havia prometido à liga que um estádio com teto retrátil — considerado indispensável devido ao tempo frio de Montreal em abril, outubro e às vezes setembro — seria construído até 1971. Entretanto, Lucien Saulnier, sucessor de Snyder no comitê executivo, informou a Bronfman que Drapeau não tinha autoridade para garantir isso sozinho. À medida que 1968 avançava sem progresso sobre o estádio, Bronfman e seu grupo ameaçaram desistir. Embora tivessem dinheiro suficiente para pagar a primeira parcela da taxa de expansão, exigiam garantias de que o parque seria construído antes de avançarem. O Delorimier Stadium, que havia abrigado os Royals, foi rejeitado mesmo como opção provisória, pois não podia ser ampliado além de sua capacidade de 20.000 lugares devido à localização residencial. O Autostade, casa dos Alouettes de Montreal da liga de futebol canadense, foi descartado devido ao custo proibitivo de expansão e instalação de um teto retrátil, além de dúvidas sobre o direito da cidade de realizar as reformas necessárias na instalação federal.
No fim de agosto de 1968, os proprietários da liga estavam cada vez mais preocupados com a questão do estádio não resolvida, colocando em dúvida o futuro da franquia. Havia rumores de que a franquia seria concedida a Buffalo, Nova Iorque, cujo War Memorial Stadium estava pronto para receber um time. O presidente da liga, Warren Giles, acalmou-se ao conhecer um campo comunitário de 3.000 lugares no Jarry Park que Drapeau propôs ampliar para 30.000 lugares como casa temporária para os Expos, ao custo de mais de C$ 1 milhão.
Foram consideradas várias opções para o nome da equipe: "Royals" era popular entre os torcedores em homenagem ao time menor, mas o nome já pertencia ao Royals de Kansas City. Outros nomes considerados incluíram "Voyageurs" e "Nationals". A equipe escolheu "Expos", um nome com a mesma grafia em francês e inglês, em reconhecimento à recém-concluída Exposição Universal de 1967. Menos de um ano depois de a cidade receber a franquia, os Expos entraram em campo para iniciar a temporada de 1969.

### Anos no Jarry Park (1969–1976)

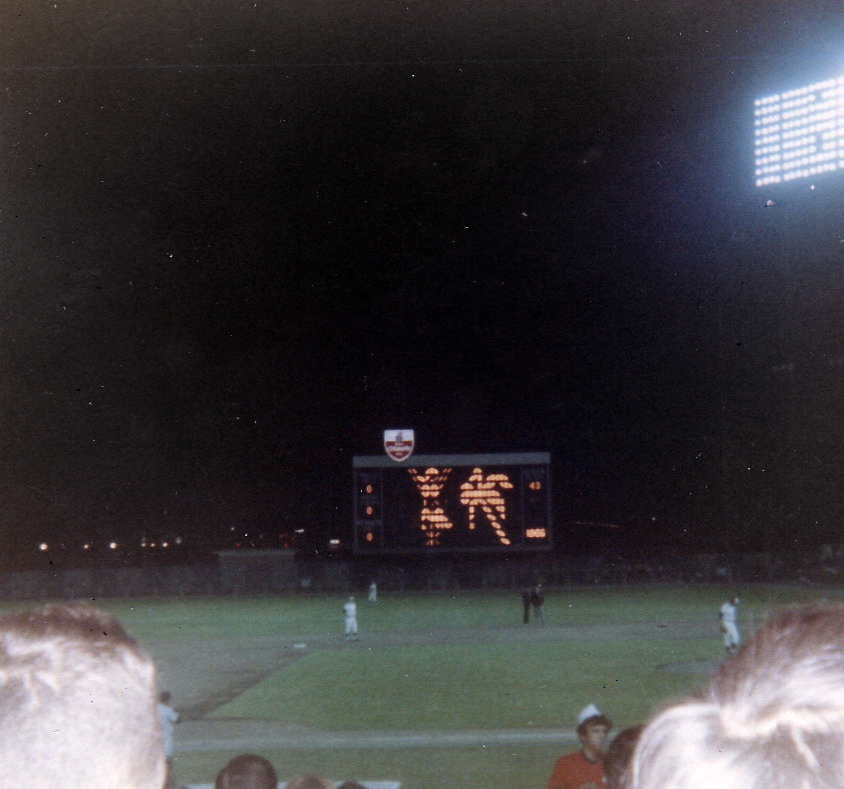
Uma partida no Jarry Park, 1969

Com Gene Mauch como seu primeiro treinador, os Expos estrearam em 8 de abril de 1969: vitória por 11–10 sobre os New York Mets na Estádio Shea. A equipe disputou seu primeiro jogo em casa — e o primeiro jogo da liga principal fora dos Estados Unidos — em 14 de abril; foi uma vitória por 8–7 sobre os St. Louis Cardinals diante de 29.184 torcedores no Estádio Jarry Park. Três dias depois, em 17 de abril, na apenas nona partida da história da equipe até então, Bill Stoneman arremessou o primeiro jogo sem rebatida da história dos Expos com uma vitória por 7–0 sobre os Philadelphia Phillies. O entusiasmo pelos feitos do início da temporada logo cedeu lugar à realidade de ser uma franquia de expansão, já que os Expos sofreram ao longo de grande parte de sua temporada inaugural. Montreal empatou com seus "primos" de expansão, os San Diego Padres, pelo pior retrospecto na Liga Nacional, com um registro de 52-100. A equipe teve desempenho igualmente ruim nas temporadas seguintes: os Expos registraram 73–89 em 1970 e 71–90 em 1971.
O melhor jogador da equipe — e sua primeira estrela — em suas temporadas iniciais foi Rusty Staub. Adquirido dos Houston Astros em uma troca antes da temporada inaugural dos Expos, ele liderou a equipe com 30 home runs em 1970 e, devido aos seus cabelos ruivos, foi apelidado de Le Grand Orange. Staub foi o único representante de Montreal no Jogo das Estrelas nas três primeiras temporadas da franquia e conquistou os torcedores locais ao aprender francês. Também popular era o arremessador Claude Raymond, que encerrou sua carreira na liga principal em Montreal na 1972 e foi a primeira estrela franco-canadense da equipe. O arremessador Carl Morton, que registrou um retrospecto de 18–11 em 1970, foi o primeiro jogador da franquia a receber o prêmio de National League Rookie of the Year. Bill Stoneman lançou seu segundo jogo sem rebatida — e o primeiro realizado fora dos Estados Unidos — em uma vitória por 7–0 sobre os New York Mets em Montreal, em 2 de outubro de 1972.
A equipe não conseguiu ter uma temporada com mais vitórias do que derrotas em seus primeiros dez anos e terminou em quinto ou sexto lugar na divisão Leste da NL de seis equipes em oito ocasiões. A frequência de público declinou conforme o entusiasmo inicial por ter uma franquia passou. Ela se recuperou brevemente em 1973, quando os Expos realizaram uma investida malsucedida pelo título da NL Leste, antes de cair drasticamente em 1974 e nos anos seguintes. Em 1976, o público também caiu para pouco mais de 600 000 torcedores ao longo da temporada, menos da metade do que os Expos atraíram em sua temporada inaugural.
O desempenho em campo não era a única preocupação dos Expos. O Jarry Park destinava-se apenas a servir como casa provisória até, no máximo, 1971. Mesmo assim, deixava muito a desejar como estádio de beisebol. As arquibancadas ficavam totalmente expostas aos elementos, obrigando os Expos a adiar várias partidas no início da temporada. Além disso, o sol se punha diretamente no rosto dos jogadores na primeira base, causando mais atrasos. Devido a inúmeros atrasos e estouros de orçamento na construção de seu substituto planejado, o Estádio Olímpico de Montreal, os Expos foram forçados a permanecer no Jarry até 1976.
O futuro da equipe também ficou em dúvida após um discurso furioso de Bronfman, no qual ele ameaçou transferir sua família e a Seagram para fora de Quebec se o separatista Partido Quebequense (PQ) vencesse com maioria no eleição geral de Quebec de 1976. O Partido Quebequense de fato venceu a eleição; no entanto, Bronfman e os Expos permaneceram em Quebec.

### O Big O e a Blue Monday (1977–1981)
Para a temporada de 1977, os Expos mudaram-se para seu novo estádio, o Estádio Olímpico de Montreal, seis anos depois do planejado originalmente. No entanto, durante a offseason de 1976–77, parecia que os Expos teriam de jogar pelo menos o início da temporada no Jarry Park devido a atrasos na obtenção do contrato de arrendamento do Estádio Olímpico. A equipe interrompeu as negociações logo após a vitória estrondosa do PQ nas eleições provinciais de 1976. As tratativas se arrastaram durante o inverno, levando os Expos a começar a vender ingressos para a temporada de 1977 sob a suposição de que teriam de jogar no Jarry Park. No entanto, um acordo foi finalmente alcançado no início de 1977. Ao todo, 57 592 torcedores compareceram ao dia de abertura de Montreal, que terminou com derrota por 7–2 para a Filadélfia.
A nova instalação representou um avanço significativo, embora problemas relacionados ao clima rigoroso de Montreal persistissem até a instalação do teto do estádio em 1987. Ao longo dos anos, o estádio tornou-se notório por suas precárias condições de jogo. Os jogadores ficavam frequentemente em risco de lesões devido à fina proteção das cercas do campo externo, bem como ao gramado sintético original, que permaneceu em uso por mais de duas décadas. Em última análise, o parque passou a ser visto como um elefante branco. Em campo, os Expos continuaram a apresentar desempenho ruim: a equipe venceu 75 jogos em 1977 e 76 em 1978.
Embora as temporadas perdedoras se acumulassem, os Expos formaram um núcleo sólido de jogadores, liderado por Gary Carter, que se tornaria um dos melhores catchers rebatedores do beisebol, pelo arremessador Steve Rogers e pelos outfielders Andre Dawson e Tim Raines. Eles completaram seu elenco jovem com aquisições de veteranos, como o futuro Hall da Fama Tony Pérez, e, em 1977, os Expos também contrataram Dick Williams como treinador da equipe. Williams havia desenvolvido reputação por nutrir talentos jovens; ele havia comandado um jovem time do Boston Red Sox até o título da Liga Americana em 1967 e o Oakland Athletics até títulos consecutivos da Série Mundial em 1972 e 1973. Em 1979, Montreal teve sua primeira temporada com mais vitórias do que derrotas na história da franquia; em meados de julho, os Expos lideravam a NL Leste por 6,5 jogos, antes de terminar em segundo, dois jogos atrás dos Pittsburgh Pirates, com um recorde de 95–65. A torcida respondeu: Montreal atraiu dois milhões de torcedores pela primeira vez na história da franquia, e foi o primeiro de cinco anos consecutivos em que a equipe ficou entre as quatro maiores médias de público da Liga Nacional. Embora tenham vencido cinco jogos a menos em 1980 do que na temporada anterior, os Expos terminaram apenas um jogo atrás dos Philadelphia Phillies na liderança da divisão. Em ambas as temporadas, os Expos estiveram na disputa pelo título da divisão até o último fim de semana, antes de perderem para o futuro campeão da Série Mundial.
Em 1981, Charlie Lea arremessou o terceiro jogo sem rebatida na história da franquia, derrotando os San Francisco Giants por 4–0 em 10 de maio de 1981. Os Expos ocupavam o terceiro lugar na NL Leste com um recorde de 30–25 quando a temporada foi interrompida por dois meses devido à greve dos jogadores. Quando a paralisação terminou, 713 partidas haviam sido perdidas sem possibilidade de reposição. A Major League Baseball optou por adotar um formato de temporada dividida, o que deu aos Expos um recomeço na segunda metade do ano. Com a equipe patinando próximo à marca de .500 após a greve, o clube demitiu Williams e o substituiu pelo diretor de scouting Jim Fanning. A equipe continuou a ter dificuldades e tinha um recorde de 19–19 com 15 jogos restantes. Montreal venceu 11 dos jogos restantes e terminou em primeiro lugar, meio jogo à frente dos Pittsburgh Pirates, qualificando-se para a primeira aparição da franquia nos playoffs. Terry Francona rebateu o último out – uma bola alta rebatida por Dave Kingman – garantindo a vitória por 5–4 sobre os New York Mets no jogo decisivo.
Nas Série Divisional da Liga Nacional de 1981, os Expos enfrentaram os campeões da primeira metade, os Phillies, defensores do título mundial. Montreal venceu os dois primeiros jogos no Estádio Olímpico por idênticos placares de 3–1 antes de perder as duas partidas seguintes na Filadélfia. No quinto jogo decisivo, Steve Rogers encabeçou um duelo de arremessadores contra Steve Carlton. Rogers lançou um jogo completo sem ceder corridas, garantindo a classificação de Montreal para a Série Campeonato da Liga Nacional de 1981 com uma vitória por 3–0. Enfrentando os Los Angeles Dodgers, Montreal dividiu os dois primeiros jogos da série melhor de cinco em Los Angeles antes de retornar para os três últimos em casa. Montreal venceu o terceiro jogo, mas falhou em sua primeira tentativa de fechar a série ao perder o quarto, levando a um quinto jogo decisivo. O jogo decisivo, adiado em um dia devido à chuva, foi disputado em 19 de outubro de 1981, em temperaturas próximas de zero grau. A partida estava empatada em 1 a 1 ao entrar no nono inning, quando Fanning decidiu chamar seu principal arremessador, Steve Rogers, do bullpen para arremessar. Rogers eliminou os dois primeiros rebatedores antes de enfrentar Rick Monday. O que se seguiu foi o momento decisivo na história dos Expos: em conta de 3–1, Rogers elevou um sinker que Monday rebateu sobre a cerca do campo central para o home run que deu a vitória no jogo e na série. O momento e a partida ficaram conhecidos pelos torcedores dos Expos como "Blue Monday". A dramática derrota foi um revés amargo para uma franquia que, na época, já havia sido adotada como o time de beisebol mais popular do Canadá.

### O "Time dos Anos 80" (1982–1988)

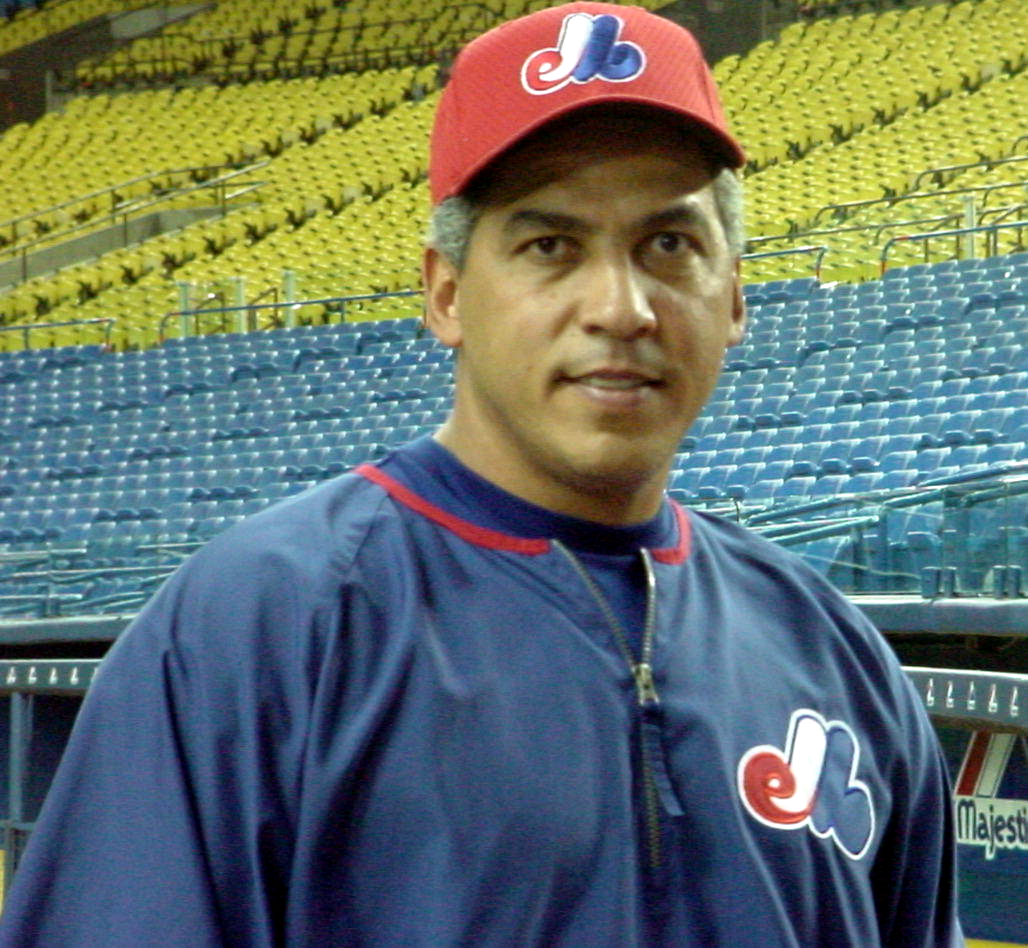
Andrés Galarraga aparece aqui em 2002 e também jogou pelos Expos de 1985 a 1991.

Até o final da temporada de 1979, os Expos haviam conquistado reputação por possuir um dos sistemas de desenvolvimento de jogadores mais fortes do beisebol; a equipe acumulou jovens talentos em seu elenco, incluindo quatro arremessadores titulares com menos de 23 anos, e foi saudada como o time dos anos 80. Quando Montreal sediou o Jogo das Estrelas de 1982 em 13 de julho de 1982, os torcedores dos Expos elegeram quatro jogadores para a formação titular: Carter, Dawson, Raines e Rogers, enquanto Al Oliver foi nomeado reserva. Foi apenas a segunda vez desde 1969 que o time anfitrião teve quatro titulares. A Liga Nacional conquistou vitória por 4–1 diante de 59.057 torcedores no primeiro Jogo das Estrelas realizado fora dos Estados Unidos; Rogers foi o arremessador vencedor. O historiador e autor de beisebol Jonah Keri argumentou em seu livro Up, Up and Away que "ninguém no estádio podia saber na época, mas o beisebol em Montreal atingiu seu ápice naquela noite no Big O".
Os Expos foram amplamente apontados como favoritos para vencer a NL Leste em 1982; Sports Illustrated, Baseball Digest e The Sporting News estavam entre as publicações que apostavam em Montreal. No entanto, a equipe decepcionou. Montreal terminou em terceiro na divisão com 86 vitórias. Os Expos substituíram Fanning por Bill Virdon em 1983 e, sob seu novo treinador, lideraram a divisão em meados de julho. Porém, o time perdeu rendimento no fim da temporada e terminou com um recorde de 82–80. Os Expos venceram mais jogos entre 1979 e 1983 do que qualquer outra equipe da NL Leste, mas tiveram apenas uma aparição nos playoffs nesse período.
Na tentativa de reverter a sorte da equipe, os Expos assinaram com o veterano de 42 anos Pete Rose, que estava em segundo lugar na lista histórica de rebatidas em base atrás de Ty Cobb, um contrato de um ano em 1984. Rose alcançou um marco em sua carreira na partida de abertura em casa de Montreal ao registrar a 4.000ª rebatida de sua trajetória em uma vitória por 5–1 sobre a Filadélfia em 13 de abril. Embora jogadores e diretoria tenham elogiado a contratação de Rose e previsto que ele ajudaria a equipe a conquistar a divisão, ele foi ineficaz para Montreal. Rose teve média de apenas .259 e não conseguiu rebater nenhum home run em 95 jogos antes de ser negociado de volta ao seu time original, Cincinnati, e Montreal terminou a temporada com um recorde negativo.
A temporada fracassada de 1984 resultou em uma queda de 31% na frequência de público, ao mesmo tempo em que os salários aumentavam em todo o beisebol. Como consequência, os Expos realizaram uma troca importante após a temporada, enviando Gary Carter para os New York Mets em 10 de dezembro de 1984, em troca de quatro jogadores. Ao negociar Carter, os Expos abriram mão de um ícone da equipe que, assim como Rusty Staub antes dele, conquistou os torcedores ao aprender francês e por ser um dos jogadores mais acessíveis ao público. A troca ocorreu um ano após Bronfman ter chamado o contrato de sete anos e US$ 12,6 milhões assinado por Carter em 1981 de "o maior erro de sua vida".
A economia da Major League Baseball também resultou na saída de Andre Dawson após a temporada de 1986. Durante toda a offseason, os proprietários da MLB coludiram a mando do comissário Peter Ueberroth para reduzir os salários de agentes livres no mercado. Dawson, que deveria ter sido um dos agentes livres mais valiosos naquele ano, descobriu que não apenas havia pouco interesse em contratá-lo, mas que os Expos comentavam publicamente sobre seus problemas no joelho, a fim de diminuir ainda mais o interesse. Indignado com tais ações, Dawson entrou no campo de treinamento dos Chicago Cubs com um contrato em branco assinado. Os Cubs concordaram em assinar Dawson por um ano e US$ 500 000, menos da metade de seu salário anterior.
Dawson rebateu 49 home runs e impulsionou 137 corridas em 1987, conquistando a honra de Jogador Mais Valioso (MVP) da Liga Nacional. Tim Raines também foi afetado pela colusão: após não receber nenhuma proposta superior aos US$ 1,5 milhão que ganhou em 1986, Raines retornou aos Expos com um contrato de três anos e US$ 5 milhões. Ele teve uma das melhores temporadas de sua carreira em 1987, liderando a NL com 123 corridas (em 139 jogos), roubando 50 bases, com média de .330 e 18 home runs. Foi também eleito o jogador mais valioso do Jogo das Estrelas de 1987, ao impulsionar as únicas duas corridas da partida com um triplo no 13ᵒ inning. Raines foi, por fim, negociado com o Chicago White Sox em 1990.

### “El Presidente, El Perfecto!” (1989–1993)
Em campo, os Expos venceram apenas quatro jogos a mais do que perderam entre 1986 e 1991, enquanto a organização se empenhava em reconstruir seu sistema de desenvolvimento e adquirir uma nova geração de jogadores. A equipe encontrou dificuldades para atrair agentes livres a Montreal, e Bronfman havia se desiludido tanto com os negócios do beisebol quanto com o desafio de atrair público ao Estádio Olímpico para um time mediano. Ele esperava dar mais uma chance de conquistar um título e, em 1989, os Expos fizeram uma investida pelo título da divisão ao adquirir o arremessador titular e futuro agente livre Mark Langston dos Seattle Mariners. O preço acabou se mostrando alto, pois os Expos cederam o futuro membro do Hall da Fama Randy Johnson e outros dois arremessadores. A troca ajudou a impulsionar os Expos ao primeiro lugar na NL Leste até o intervalo do All-Star. Mantiveram a liderança até agosto, antes de Langston e a equipe desabarem. Os Expos terminaram em quarto na divisão com um recorde de 81–81, e Langston deixou Montreal como agente livre.
Bronfman tornou-se cada vez mais apreensivo com os gastos excessivos de seus colegas proprietários, o aumento dos conflitos com os jogadores e a direção geral da MLB. Segundo o então presidente da equipe, Claude Brochu, a queda no final da temporada de 1989 foi demais para Bronfman, que lhe pediu para buscar um comprador para o time.
Bronfman esperava vender o time por cerca de US$ 50 milhões, mas tanto ele quanto Brochu acharam impossível encontrar um empresário local disposto a assumir a propriedade principal da equipe. Grupos de cidades americanas demonstraram interesse, entretanto. Um grupo ofereceu US$ 135 milhões para comprar o clube e transferi-lo para Miami; porém, Bronfman via uma realocação como último recurso. Robert E. Rich Jr. ofereceu-se para comprar o clube por US$ 100 milhões e deslocá-lo para Buffalo em seu recém-construído Pilot Field, mas recebeu a mesma resposta. Em vez disso, Brochu optou por liderar um grupo por conta própria. A cidade e a província concordaram em financiar US$ 33 milhões dos US$ 100 milhões do preço de venda acordado por Bronfman, após o que ele e o parceiro Jacques Ménard convenceram 11 outras empresas e empresários canadenses — como Bell Canada, Desjardins, o Jean Coutu e a Loblaw — a adquirir participações minoritárias. A venda foi concluída em 29 de novembro de 1990. No entanto, muitos dos investidores que Brochu convenceu a participar da parceria deixaram claro que consideravam seus aportes equivalentes a doações de caridade, não estando interessados em fornecer mais recursos.
Com o novo grupo de proprietários em vigor, os Expos negociaram Tim Raines para os Chicago White Sox em uma troca envolvendo cinco jogadores. O gerente geral David Dombrowski demitiu o treinador Buck Rodgers, que comandava a equipe desde 1985, após o início de temporada de 1991 com um recorde de 20–29, substituindo-o por Tom Runnells.
Mark Gardner arremessou nove entradas sem rebatida em um jogo de 26 de julho de 1991 antes de sofrer a derrota por 1–0 na 10ª entrada para os Los Angeles Dodgers. Dois dias depois, também em Los Angeles, Dennis Martínez alcançou um feito raro, lançando o 13th official perfect game na história da Major League Baseball (com base na redefinição de jogo perfeito da MLB em 1991), vencendo por 2–0. A icônica chamada de Dave Van Horne de "El Presidente, El Perfecto!" após o último out tornou-se símbolo do folclore dos Expos. O receptor de Martínez, Ron Hassey, também havia recebido o jogo perfeito de Len Barker dez anos antes e permanece o único jogador a receber dois jogos perfeitos na história da MLB. A euforia pelos feitos de arremesso não durou, pois os Expos ficaram sem casa no último mês da temporada após uma viga de 50 toneladas desabar da estrutura do Estádio Olímpico e cair nove metros sobre um átrio público horas antes de um evento de motocross em 13 de setembro. Os Expos sugeriram que teriam de iniciar a temporada de 1992 em outro local, a menos que o Estádio Olímpico fosse certificado como seguro. Embora o estádio em si tenha recebido parecer favorável dos engenheiros em novembro, levou mais tempo para obter a aprovação do teto, já que havia sido seriamente danificado em uma tempestade de vento em junho. Por fim, decidiu-se manter o teto fechado permanentemente; ele havia sido aberto apenas 88 vezes em pouco mais de quatro anos e não podia ser usado em ventos superiores a 25 mph.